# Orsola Benincasa
Orsola Benincasa (Napoli, 21 ottobre 1547 – Napoli, 20 ottobre 1618) è stata una religiosa e mistica italiana, venerabile fondatrice delle romite e delle oblate dell'Immacolata Concezione (poi diventatate suore teatine).
L'Università degli Studi "Suor Orsola Benincasa" di Napoli le è stata intitolata perché eretta presso la cittadella monastica da lei fondata.

## Biografia
Nacque a Napoli da una famiglia originaria di Cetara da Girolamo, al lavoro sulle fortificazioni cittadine di origini senesi, imparentata con santa Caterina, e Vincenza Genuina.
Orfana di padre sin da giovanissima, Suor Orsola era l'ultimogenita di una famiglia dotata di grande fervore religioso, dove il primogenito si era fatto prete e in cui, secondo i biografi, Suor Orsola aveva imposto alla famiglia un comportamento tale «da far parlare di rigore claustrale»; da giovane tentò di farsi ammettere tra le clarisse cappuccine del monastero di Santa Maria di Gerusalemme, ma fu rifiutata: attorno al 1581 si ritirò quindi in un eremo presso il Castel Sant'Elmo, sul Vomero, acquistando fama di santità e attirando numerose discepole.
Dopo un'esperienza mistica, il 3 maggio del 1582 fu ricevuta in udienza a Frascati da papa Gregorio XIII, al quale comunicò di aver ricevuto da Dio l'incarico di trasmettergli un messaggio di riforma per tutta la Chiesa. Fu quindi sottoposta all'esame di una commissione, di cui facevano parte Giulio Antonio Santorio e Filippo Neri, che riconobbe le sue virtù.
Tornata a Napoli, nel 1582 fondò la Congregazione delle oblate della SS. Concezione di Maria, suore di vita attiva dedite all'educazione della gioventù e, dopo una visione che sarebbe avvenuta il 2 febbraio 1617, fondò la Congregazione delle romite dell'Immacolata Concezione di Maria Vergine, monache di rigorosa clausura, dedite alla preghiera contemplativa per sostenere, con la forza della preghiera, il lavoro apostolico delle oblate.
Nel 1614 la Benincasa avrebbe ricevuto nel suo convento la religiosa Giulia Di Marco, ritenuta santa da una gran parte del popolo di Napoli, ma che da lì a poco sarebbe stata tratta con la forza a Roma, dove fu condannata per eresia.
Morì a Napoli il 20 ottobre del 1618.
Prima di morire, Benincasa aveva chiesto che le sue religiose fossero sottoposte al governo e alla direzione spirituale dei chierici regolari teatini ma i padri rifiutarono la proposta, perché contraria alle loro costituzioni: solo nel 1633, ottenuta l'autorizzazione di Papa Urbano VIII, le oblate e le romite passarono ufficialmente sotto la giurisdizione dei teatini, di cui adottarono il nome.

## Il culto
L'introduzione della causa di canonizzazione fu chiesta nel 1621 sotto Papa Gregorio XV che, da sacerdote, aveva conosciuto Orsola; la causa iniziò ufficialmente due anni dopo a Napoli e la suora venne dichiarata Serva di Dio. Le virtù eroiche di suor Orsola Benincasa furono proclamate il 7 agosto 1793 nella basilica romana di Sant'Andrea della Valle da Papa Pio VI, che perciò le attribuì il titolo successivo di Venerabile.